# Jalysus reductus
Jalysus reductus är en insektsart som beskrevs av Barber 1923. Jalysus reductus ingår i släktet Jalysus och familjen styltskinnbaggar. Inga underarter finns listade i Catalogue of Life.